# لوئیس ماریا کاررادو
لوئیس ماریا کاررادو (انگلیسی: Luis María Carregado؛ زادهٔ ۱۹ اکتبر ۱۹۵۰) بازیکن فوتبال اهل آرژانتین است.
از باشگاه‌هایی که در آن بازی کرده‌است می‌توان به باشگاه فوتبال بوکا جونیورز اشاره کرد.